# العاصفة (مسلسل كوري جنوبي)
العاصفة (بالكورية: 북극성)؛ هو مسلسل كوري جنوبي، من بطولة كانج دونج وون، جون جي هيون، كيم هاي-أوك، لي مي سوك، يو جاي ميونج، بارك هاي جون، أوه جونج سي، لي سانغ هي، جو جونغ هيوك، وون جي آن، جون تشو. من المقرر عرضه على ديزني+ 10 سبتمبر 2025. 
سيتم اصدار الحلقات الثلاث الاولى يوم الاربعاء في 10 سبتمبر 2025. من ثما حلقتين كل يوم الاربعاء بمجموع 9 حلقات.

## القصة
مون جو (جيون جي-هيون) دبلوماسية وسفيرة سابقة لدى الولايات المتحدة. لقد نجحت في بناء ثقة كبيرة في المجتمع الدولي من خلال حكمتها وأفعالها الثاقبة. وفي الوقت نفسه، سان هو (جانج دونج وون) هو أحد المرتزقة من النخبة. إنه شخصية غامضة. يسعى الثنائي "مون جو" و"سان هو" معًا إلى معرفة الحقيقة وراء حادثة كبيرة.

## الطاقم
- كانغ دونغ وون في دور سون سان-هو[3]
- جيون جي هيون في دور سيو مون-جو[3]
- كيم هاي-سوك في دور تشاي كيونغ-سين[3]
- لي مي سوك في دور ليم أوك-سيون (والدة جانج جونيك)[3]
- يو جاي ميونج[3]
- بارك هاي جون في دور المرشح الرئاسي جانغ جون-يك[3]
- أوه جونج سي في دور جانج جون-سانغ[2]
- لي سانغ هي في دور يو مي-جي[2]
- جو جونغ هيوك في دور بارك تشانغ-هي[2]
- وون جي آن في دور كانغ ها-نا[2]
- جون تشو في دور أندرسون ميلر (نائب وزير الخارجية الأمريكي)[4]
- مايكل جاستون في دور إيغلتون (وزير الدفاع الأمريكي)[4]
- كريستوفر جورهام في دور إيثان (مرتزق)[4]
- سبنسر غاريت في دور الرئيس الأمريكي هاوزر[4]
- أليسيا هانا-كيم[5]
- جاكوب برتراند[5]
- جويل دي لا فوينتي[6]
- بروك سميث[6]
- توم لينك[6]
- رومي روزمونت[6]

## الإنتاج
هو تعاون بين مخرج فيلم الجولة: العقوبة وفيلم مسدس لعام (2024) هيو ميونغ هاينج، والمخرجة كيم هي-وون، اعمالها قدري أن أحبك، زهرة المال، الملك المهرج، فينتشنزو، نساء صغيرات، ملكة الدموع. ومن كتابة جونغ سيو كيونغ التي كتبت فيلم قرار الرحيل (2022)، الأم (2019)، نساء صغيرات (2022). وإنتاج مشترك بين إيماجينوس وشورونرز واستوديوهات أأ، كما تشارك مدرسة سيئول للأكشن، كمشرف للفنون القتالية، وسيعمل كل من دالبالان وجونغ جاي-إيل على تأليف الموسيقى التصويرية، ولي مو-جاى كمدير التصوير.

## روابط خارجية
- العاصفة على موقع IMDb (الإنجليزية)
- العاصفة على موقع قاعدة بيانات الفيلم (الإنجليزية)
- العاصفة على هانسينما